# Erzsébet Viski
Erzsébet Viski, född den 22 februari 1980 i Vác, Ungern, är en ungersk kanotist.
Hon tog OS-silver i K-4 500 meter i samband med de olympiska kanottävlingarna 2000 i Sydney.
Hon tog OS-silver igen på samma distans i samband med de olympiska kanottävlingarna 2004 i Aten.